# George Hamilton (labdarúgó)
George Hamilton (Irvine, North Ayrshire, Skócia, 1917. február 7. – Aberdeen, 2001. április 30.) skót labdarúgócsatár.
A skót válogatott tagjaként részt vett az 1954-es labdarúgó-világbajnokságon.